# Карахан, Лев Михайлович
Лев Миха́йлович Караха́н  (арм. Լեւոն Միքայելի Կարախանյան, Левон Микаелович Караханян, 20 января 1889, Тифлис — 20 сентября 1937, Москва) — революционер, советский дипломат.
Советских наград не имел, был награждён орденом Красного Знамени Монгольской Народной Республики.

## Биография

### Происхождение

Лев Карахан

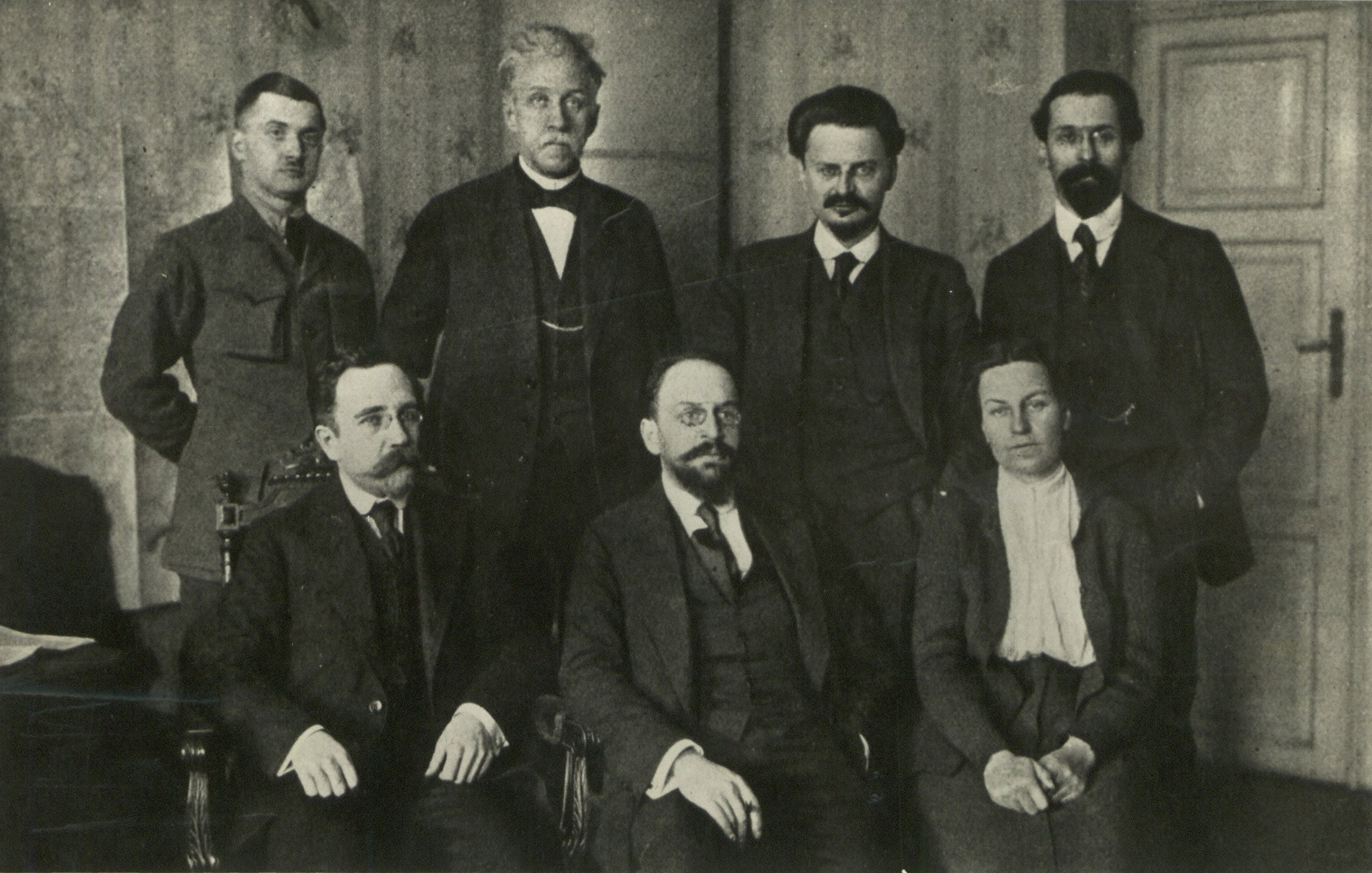
Лев Карахан среди членов делегации на переговорах в Брест-Литовскe.

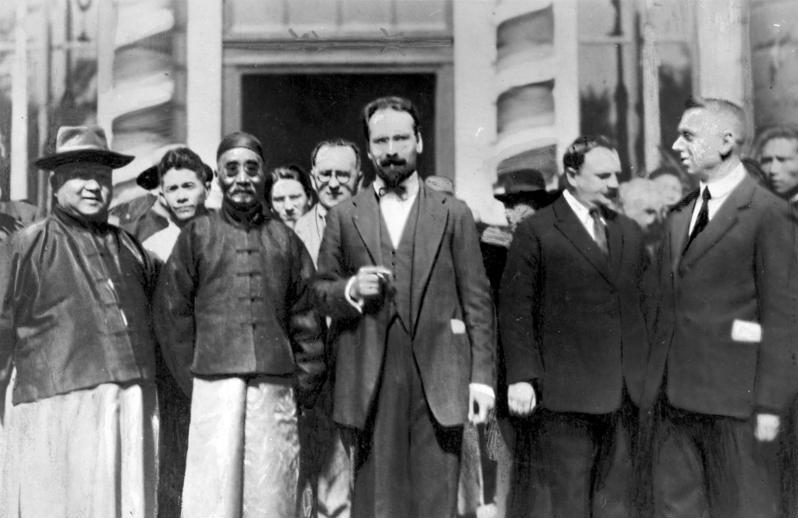
Лев Карахан в Пекине в 1925 году.

Родился в семье присяжного поверенного (адвоката) из Кутаисской губернии Михаила Иосифович Карахана и его жены Веры Татуловны. В семье было двое детей — Лев и Иосиф (род. в 1891). Армянин.
Внучатый племянник — Лев Маратович Карахан (Вайнтрауб), кинокритик.

### До Февральской революции
Окончил Тифлисское реальное училище. В 1910—1915 годах учился на юридическом факультете Петербургского университета (не окончил), экстерном окончил Томский университет (1916).
В 1904 году вступил в РСДРП, меньшевик. Вёл партработу в Харбине, Санкт-Петербурге.
В 1909 году женился на Клавдии Ефремовне Манаевой (1890—1978), у них родился сын — Михаил (ок. 1916—1976).
С 1912 года участвовал в профсоюзном движении.
В 1913 году примкнул к петербургской организации объединённых социал-демократов (большевиков и меньшевиков), занимался агитацией и пропагандой, а также организационной работой.
После начала Первой мировой войны выступал с интернационалистических позиций, за разрыв с оборонцами. Принимал участие в организации журналов «Текстильщик», «Рабочие Ведомости» и нелегального органа «Вперёд», организовал нелегальную типографию в Чубаровом переулке.
Осенью 1915 года арестован и сослан в Томск, где вёл нелегальную работу в иркутской организации и являлся сотрудником забайкальской социал-демократической прессы. Освобождён после Февральской революции, вернулся в Петроград, член Думы Петроградского района и Петроградского совета.

### После Февральской революции
В мае 1917 года в числе «межрайонцев» принят в РСДРП(б). С августа 1917 года — член Президиума Петроградского совета.
С ноября 1917 года — секретарь советской делегации на мирных переговорах в Брест-Литовске.
С марта 1918 года — заместитель народного комиссара по иностранным делам РСФСР.
В марте 1918 года подписал Брестский мир.
В 1918 году женился на Вере Викторовне Дженеевой (1890—1972) — актрисе театра им. Комиссаржевской, удочерил ее дочь Веру (она стала скульптором), также у В.В. Дженеевой и Л.М. Карахана родилось двое детей: Юрий (1924—1942; погиб, пойдя добровольцем на фронт в Великую Отечественную войну) и Ирина (1926—2019; известный художник декоративно-прикладного искусства, мастер резьбы по кости). Внучки — Татьяна и Мария.
В мае 1920 года был представителем России при заключении Московского договора с Грузией.
С 30 мая 1921 по 9 октября 1922 года — полномочный представитель РСФСР в Польше.
С 1922 по 1923 год — заведующий Восточным отделом НКИД.
С сентября 1923 по 10 сентября 1926 года — полномочный представитель в Китае. Подписал советско-китайский договор о КВЖД.
После подписания 31 мая 1924 года «Соглашения об общих принципах для урегулирования вопросов между СССР и Китайской Республикой» и ноты Л.Карахана от 13 июня 1924 года с предложением возвести дипломатические представительства обеих стран в ранг посольств — Карахан стал официальным послом СССР в Китае. В Пекине он проработал до августа 1926 года, с небольшим перерывом с октября по ноябрь 1925 года.
20 января 1925 года в Пекине Карахан после изнурительных переговоров с японским посланником в Китае Кэнкити Ёсидзава поставил свою подпись под советско-японским договором об основных принципах взаимоотношений.
В апреле 1925 года он был выбран старшиной дипломатического корпуса в Пекине.
В 1926—1934 годах — заместитель народного комиссара иностранных дел СССР.
В 1930 году стал фактическим мужем балерины Марины Семёновой.
26 января—10 февраля 1934 года делегат XVII съезда ВКП(б) с совещательным голосом.
В 1934 году переведён на должность полномочного представителя СССР в Турции.
Избирался членом ЦИК СССР.

### Смерть
3 мая 1937 года отозван в Москву и арестован по обвинению в участии в профашистском заговоре с целью свержения советской власти. 20 сентября 1937 года Военной коллегией Верховного суда (ВКВС) приговорён к смертной казни. Расстрелян в тот же день в здании ВКВС.
Тело кремировано в Донском монастыре. Посмертно реабилитирован в 1956 году.

## Первая Декларация Карахана
25 июля 1919 года правительство РСФСР выпустило официальное заявление ("Обращение Совета Народных комиссаров к китайскому народу и правительствам Южного и Северного Китая", также известное как "Первая Декларация Карахана"), согласно которому РСФСР обязуется вернуть Китаю все земли, захваченные царским правительством:

Советское правительство отказалось от всех завоеваний, которые сделало царское правительство, отобрав от Китая Маньчжурию и другие области. Пусть народы, обитающие в этих областях, сами решат, в границах какого государства они желают быть у себя дома.

Но уже к 1923 году Москва начала отрицать сначала отдельные пункты, а затем и сам факт существования Обращения, несмотря на неоднократные требования Китая выполнить его условия согласно переданным Китаю официальным документам.

## Адреса в Москве
Малая Никитская улица, дом 28.

## Адреса в Санкт-Петербурге
- Ул. Ленина, 19[19].

## Киновоплощение
- 1968 — «Шестое июля». В роли Льва Карахана — Александр Ширвиндт
- 1986 — «Чичерин». В роли Льва Карахана — Рубен Симонов